# ایو لیندلی
ایو لیندلی (به انگلیسی: Eve Lindley) (زاده ۱۲ ژانویهٔ ۱۹۹۳) بازیگر و مدل آمریکایی است.
او یک زن ترنس است. او گذار جنسیت را در دوران مدرسه متوسطه آغاز کرد.

## فیلم‌شناسی
فهرست برخی از فیلم‌هایی که ایو لیندلی در آن‌ها به ایفای نقش پرداخته‌است:
- همه چیزی که داشتیم
- کودکی مانند جیک
- غیرتی بودن
- بعد از یانگ
- آقای ربات